# جيفري غارسيا
جيفري غارسيا (بالإنجليزية: Jeffrey Garcia)‏ هو ممثل أمريكي، ولد في 3 مايو 1977 في الولايات المتحدة.

## أعمال

### أفلام
- (2006) الحظيرة[3][4]

### مسلسلات
- الفتى العبقري
- كوكب شين

## وصلات خارجية
- جيفري غارسيا على موقع IMDb (الإنجليزية)
- جيفري غارسيا على موقع ألو سيني (الفرنسية)
- جيفري غارسيا على موقع أول موفي (الإنجليزية)
- جيفري غارسيا على موقع قاعدة بيانات الأفلام السويدية (السويدية)
- جيفري غارسيا على موقع قاعدة بيانات الفيلم (الإنجليزية)
- جيفري غارسيا على موقع كينوبويسك (الروسية)